# Köpeczi-ház (Kolozsvár)
A Köpeczi-ház vagy lengyel eklézsia háza a kolozsvári Unió utca (17. szám)  egyik műemlék épülete. A romániai műemlékek  jegyzékében a CJ-II-m-B-07405 sorszámon szerepel.

## Története
A protestantizmus legpuritánabb vallású lengyel követői, miután elűzték őket szülőföldjükről, Erdélyben próbáltak letelepedni. 1661-ben közülük mintegy hétszáznak sikerült is Kolozsváron megtelepedni a Kemény János fejedelemtől kapott védlevélnek köszönhetően. Ezt a házat ők szerezték meg 1680-ban, és imatermet rendeztek be falai között, de ez volt a lelkészi lakás is. Vallási vezetőjük Lachovius András volt. A gyülekezet tagjai közül sokan meghaltak az akkori idők egyik pestisjárványában, a megmaradtak közül a fiatalok elmagyarosodtak, a Lachoviusok például utóbb a Lászlóczky nevet vették fel. Amikor II. József 1781-es türelmi rendelete nyomán az unitáriusok lehetőséget kaptak a saját templom építésére (az 1716-ban elvett Fő téri templom helyett), a lengyel közösség maradéka 1784-ben eladta ezt a házat, és a bevételt a magyar hittestvérek templomának felépítésére adta.